# Richard Glücks
Richard Glücksⓘ (n. 22 aprilie 1889, Mönchengladbach, Germania – d. 10 mai 1945, Flensburg, Statul Liber Prusia⁠(d), Germania) a fost un înalt oficial german nazist oficial în SS. Din noiembrie 1939 până la sfârșitul celui de-Al doilea război mondial, el a fost Inspectorul de Lagărelor de Concentrare (CCI), care a devenit Amt D: Konzentrationslagerwesen sub WVHA în Germania nazistă. Ca subordonat direct lui Heinrich Himmler, el a fost responsabil de munca forțată a deținuților lagărului și a fost, de asemenea, supraveghetorul practicii medicale din lagăre, de la experimentarea umană la punerea în aplicare a „Soluției finale”, în special uciderea în masă a deținuților cu gazul Zyklon-B. După ce Germania a capitulat, Glücks s-a sinucis prin înghițirea unei capsule de cianură de potasiu.